# Lynn Rahel Gismann
Lynn Rahel Gismann (* 8. Januar 2000) ist eine deutsche Fußballspielerin.

## Karriere
Die Abwehrspielerin Lynn Rahel Gismann begann beim SC Westfalia Kinderhaus im westfälischen Münster mit dem Fußballspielen und wechselte im Sommer 2016 zum Regionalligisten Warendorfer SU. Nach nur einer Saison ging es für Gismann weiter zum SV Meppen in die 2. Bundesliga Nord. Gleich in der ersten Saison 2017/18 erreichte sie mit den Emsländerinnen den dritten Platz und schaffte damit die Qualifikation für die ab 2018 eingleisige 2. Bundesliga.
Zwei Jahre später wurden die Meppenerinnen Vierter. Da die besser platzierten zweiten Mannschaften des VfL Wolfsburg und der TSG 1899 Hoffenheim nicht aufsteigen durften, ging es für Meppen rauf in die Bundesliga. Nach einer längeren Verletzungspause debütierte Gismann am 7. Februar 2021 bei der 1:7-Niederlage beim FC Bayern München in der Bundesliga. Nach ihren letzten fünf Spielen in der Saison 2022/23 und noch vor dem Start in die neue Saison wurde sie gemeinsam mit Bianca Becker und Vanessa Fischer vom Verein im Juni 2023 verabschiedet.